# Жак Тарді
Жак Тарді́, відомий як Тарді (фр. Jacques Tardi) — французький автор коміксів та ілюстратор. Книжки Тарді перекладено й видано в багатьох країнах світу. Лауреат Великої премії міста Ангулема та трьох нагород Міжнародного фестивалю коміксів в Ангулемі, а також Премії Айснера (двічі) та Премії Макса і Моріца (двічі).

## Біографія
Жак Тарді народився у місті Валанс, проте його раннє дитинство пройшло в німецькому місті Касселі разом з батьком, який входив до контингенту французьких військ в Західній Німеччині. Згодом батько залишив армію, вийшовши у відставку, оскільки не бажав, щоб його направили до французького Індокитаю.
Жак Тарді по закінченні середньої школи навчався в Школі образотворчих мистецтв міста Ліона, а також в Національній вищій школі декоративних мистецтв у Парижі. 1970 року в журналі «Пілот» був опублікований його перший 6-сторінковий комікс «Кінь узимку» (Un cheval en hiver), текст до якого написав Жан Жиро. 1972 року з'явився його перший альбом коміксів «Чутки в Руерґ», але спревжній перший успіх Тарді здобув після публікації серії альбомів «Надзвичайні пригоди Адель Блан-Сек» (всього 10 томів) для відомого видавництва «Кастерман». У цій серії Тарді продемонстрував своє вміння з любов'ю до деталей передавати міські пейзажі Парижа та техніку початку XX століття. Згодом з'явився альбом Тарді «Демон у кризі» за мотивами творів Жуля Верна, який сюжетно пов'язаний з серією коміксів про Адель Блан-Сек.
Велике місце в творчості Тарді займає тема Першої світової війни. Так 1983 року Тарді видав альбом коміксів «Це була траншейна війна» (C'était la guerre des tranchées), який присвятив своєму дідові. В цьому коміксі Тарді змалював щоденне життя солдатів на фронті. Важливим напрямком творчості Тарді є адаптація детективних романів, дія яких розгортається на тлі історичних подій, особливо плідною була співпраця з автором детективів та прозаїком-сюрреалістом Лео Мале (зокрема двотомний альбом «Вулиця Вокзальна, 120» (120, Rue de la Gare)). Після соціально-критичного альбому «La Débauche» (2000), присвяченого безробіттю, Тарді знову звернувся до історичної тематики, створивши 4-томний графічний роман про Паризьку комуну 1871 року «Крик народу» («Le Cri du peuple», 2001—2004) за романом Жана Вотрена.
2012 року Тарді опублікував графічний роман про свого батька під час Другої світової війни «Я, Рене Тарді, полонений табору Сталаг II Б» (Moi, René Tardi, prisonnier au Stalag II B).

## Публікації

### Сценарії таграфічні альбоми
- Adieu Brindavoine followed by La Fleur au fusil (Casterman, 1974)
- Le Démon des glaces (з персонажами Лео Мале) (Casterman, 1974), ISBN 2-205-00857-9
- La Véritable Histoire du soldat inconnu (Futuropolis, 1974)
- Mouh Mouh (Yellow Submarine, 1979)
- Déprime (Futuropolis, 1981)
- Le Trou d'obus (Imagerie Pellerin, 1984), ISBN 2-86207-073-4
- C'était la guerre des tranchées (Casterman, 1993), ISBN 2-203-35905-6
- Les Aventures extraordinaires d'Adèle Blanc-Sec (Casterman, 1976—2007)
  1. «Adèle et la bête» (1976), ISBN 2-203-30501-0
  2. «Le Démon de la tour Eiffel» (1976), ISBN 2-203-30502-9
  3. «Le Savant fou» (1977), ISBN 2-203-30503-7
  4. «Momies en folie» (1978), ISBN 2-203-30504-5
  5. «Le Secret de la salamandre» (1981), ISBN 2-203-30506-1
  6. «Le Noyé à deux têtes» (1985), ISBN 2-203-30507-X
  7. «Tous des monstres !» (1994), ISBN 2-203-30508-8
  8. «Le Mystère des profondeurs» (1998), ISBN 2-203-30509-6
  9. «Le Labyrinthe infernal» (2007), ISBN 978-2-203-00736-9
- Putain de Guerre! (Casterman, 2008), ISBN 2203017392
- Moi, René Tardi, Prisonnier de guerre — stalag IIB (Casterman, 2012), ISBN 978-2-203-04898-0

### Адаптації
- Jeux pour mourir за романом Géo-Charles Véran (Casterman, 1992), ISBN 2-203-35902-1
- Nestor Burma, за романами Лео Мале (Casterman, 1982—2000)
  1. Brouillard au pont de Tolbiac (Casterman, 1982), ISBN 2-203-33413-4
  2. 120, rue de la Gare (Casterman, 1988), ISBN 2-203-34302-8
  3. Une gueule de bois en plomb (Casterman, 1990), ISBN 2-203-34802-X
  4. Casse-pipe à la Nation (Casterman, 1996), ISBN 2-203-39903-1
  5. M'as-tu vu en cadavre? (Casterman, 2000), ISBN 2-203-39925-2
- Le cri du peuple, за романом Жана Вотрена (Casterman, 2001—2004)
  1. Les canons du 18 mars (2001), ISBN 2-203-39927-9
  2. L'espoir assassiné (2002), ISBN 2-203-39929-5
  3. Les heures sanglantes (2003), ISBN 2-203-39930-9
  4. Le testament des ruines (2004), ISBN 2-203-39931-7
- Le petit bleu de la côte ouest (Les Humanoïdes Associés, 2005), за романом Жана-Патріка Маншетта
- La Position du tireur couché (Futuropolis, 2010), за романом Маншетта
- Ô dingos, ô châteaux! (Futuropolis, 2011), за романом Маншетта

### Графічні альбоми
- Rumeurs sur le Rouergue (scenario Pierre Christin) (Gallimard, 1976)
- Polonius (scenario Picaret) (Futuropolis, 1977)
- Griffu (scenario Jean-Patrick Manchette) (Square, Dargaud, Casterman, 1978)
- Ici Même (scenario Jean-Claude Forest) (Casterman, 1979), ISBN 2-203-33401-0
- Tueur de cafards (scenario Benjamin Legrand) (Casterman, 1984), ISBN 2-203-33803-2
- Grange bleue (scenario by Dominique Grange) (Futuropolis, 1985)
- Le sens de la houppelande (scenario Daniel Pennac) (Futuropolis, 1991), ISBN 2-7376-2739-7
- Un strapontin pour deux (scenario by Michel Boujut) (Casterman, 1995)
- L'évasion du cheval gris (scenario Verrien) (Sapristi, 1996)
- Sodome et Virginie (scenario Daniel Prevost) (Casterman, 1996), ISBN 2-207-24487-3
- Le der des ders (scenario Didier Daeninckx) (Casterman, 1997), ISBN 2-203-39906-6
- Varlot soldat (scenario Didier Daeninckx) (L'Association, 1999), ISBN 2-84414-010-6
- La débauche (scenario Daniel Pennac) (Futuropolis, 2000), ISBN 2-07-078800-8

### Сценарій
- Le voyage d'Alphonse (artwork Antoine Leconte) (Duculot, 2003)

### Збірки ескізів
- Mine de plomb (Futuropolis, 1985)
- Chiures de gommes (Futuropolis, 1985)
- Tardi en banlieue (Casterman, 1990), ISBN 2-203-38018-7
- Carnet (JC Menu, 2001), ISBN 2-84414-099-8

### Ілюстровані романи
Адаптації Селіна
- Voyage au bout de la nuit (Futuropolis, 1988), ISBN 2-7376-2615-3
- Casse-pipe (Futuropolis, 1989), ISBN 2-7376-2658-7
- Mort à crédit (Futuropolis, 1991), ISBN 2-7376-2703-6

Адаптації Жуля Верна
- Un prêtre en 1839 (Cherche Midi, 1992), ISBN 2-86274-247-3
- San Carlos (Cherche Midi, 1993), ISBN 2-86274-267-8

### Роман
- Rue des Rebuts (Alain Beaulet, 1990)